# 法名 (浄土真宗)
浄土真宗における「法名」（ほうみょう）とは、仏弟子となった名告りである。故人に対して贈られる名前と誤解されることも多いが、正しくは生きている間に三宝に帰依し、仏弟子として生きていくことを誓い授かる名である。
「戒名」と混同して用いられる場合があるが、浄土真宗における仏弟子としての名は「戒名」ではなく「法名」である。その理由は、「戒を守り抜くことはできない凡夫たる一切衆生は、阿弥陀如来（法蔵菩薩）の誓願によってのみ救われる」という教義に基づいて受戒を行わないためである。
また浄土真宗は在家仏教であり、僧侶も在家であり出家の立場をとらない。

## 概要
一般門徒は本山・別院・一般寺院などで行われる「帰敬式」（ききょうしき〈「おかみそり」とも〉）において、本尊である阿弥陀如来の前で法主（本願寺派は「門主」・大谷派は「門首」）より授かる。法嗣（ほっす）が代行する場合もある。
僧侶は本山で行われる得度式において授かる。
帰敬式では、刃の無い儀式用の剃刀で頭をなでるだけで剃髪は行わない。
「勝他」・「利養」・「名聞」という、法然が「みつのもとどりそりすてよ」と述べたことにちなむ。
得度式では剃髪する。
近年では、手次寺（他宗でいう菩提寺の事）でも授かることができるようになったが、なるべく本山にて授かる事が推奨されている。

### 起源
浄土真宗の宗祖とされる親鸞が、承元の法難により流罪・還俗となり、その後に自らを「愚禿釋親鸞」と名告り、非僧非俗の立場で教化した事に基づく。

### 法名の選定
法名は、仏弟子となったことをあらわす「釋」の字を冠して、正依の聖教の中から2字が選ばれる（本願寺手帳の「院号及び法名の授与に関する注意」というページがあり、法名は二字。歴代宗主・裏方の院号・法名と同一のもの、「如」の字を用いた物は許可にならないとされ、歴代宗主、お裏方の院号法名が一覧になって出ている。これは帰敬式以外で院号法名を内願するときの指針と思われる。また昭和60年版からはこの表は削除されている。）
宗派により異なるが、所属する手次寺の住職選定による法名であれば、法名に俗名から一文字用いることが可能である。また、事前に手次寺の住職からの内願の手続を受けていれば、本山授与の法名にも同様の扱いがされる宗派もある。
例…松下幸之助…「光雲院釋眞幸」・池波正太郎…華文院釋正業
本山選定による法名は、正依の聖教の中から2字とも選ばれる。

### 浄土真宗各派における差異
浄土真宗本願寺派
男女ともに「釋○○」である。
真宗大谷派
男性は「釋○○」、女性は「釋尼○○」である。「尼」の字は、女性をあらわすサンスクリット語の語尾が変化したもので、女性の出家者をあらわす尼・比丘尼の意ではない。
真宗高田派
「釋+道号（二字）+法名（二字）」の形で「釋××○○」である。

## 院号
法名の前に「院号」を付ける場合もある。「院号」は本来、寺を建立する位の貢献をした者に送られる称号であった。現在は、本山や手次寺の護持に貢献した者へ送られる名である。
しかし、一切衆生は浄土では平等であるという教えから、院号を用いることに対して反対する意見が一部にある。

## 位号・置き字
「位号」（居士や大姉など）、「置き字」（不退転・正定聚など）は、用いないのが正式である。
但し、宗門としては存じ得ぬ事であるが、手次寺が地域の習俗事情・故人の遺言・遺族の希望・慣習などにより付けている場合がある。